# Brookesia thieli
Brookesia thieli (Brygoo & Domergue, 1969) è un piccolo sauro della famiglia Chamaeleonidae, endemico del Madagascar.

## Distribuzione e habitat
La specie è diffusa nelle foreste pluviali del versante orientale del Madagascar, da Ranomafana a sud  sino a Anjanaharibe Sud a nord.

## Conservazione
La IUCN Red List classifica B. thieli come specie a basso rischio (Least Concern).
La specie è inserita nella Appendice II della Convention on International Trade of Endangered Species (CITES).